# Michael Rotschopf
Michael Rotschopf (* 28. Oktober 1969 in Lienz, Tirol) ist ein österreichischer Schauspieler und Hörspielsprecher. 1993 begann er seine Karriere am Wiener Burgtheater und hatte erste Erfolge als Theaterschauspieler. Im Fernsehen wurde er 2004 einem breiten Publikum durch die erste deutsche Telenovela Bianca – Wege zum Glück in der Rolle des Pascal Wellinghoff bekannt.

## Leben

### Ausbildung und Theater
Michael Rotschopf absolvierte von 1989 bis 1993 seine Schauspielausbildung am Max-Reinhardt-Seminar in Wien. Im Anschluss daran erhielt er bis 1995 eine zweijährige Gesangsausbildung im Arnold Schoenberg Chor. 1992, noch während seiner Ausbildung, wurde er an das Wiener Burgtheater geholt, wo er fünf Jahre lang festes Ensemblemitglied war. 1996 bekam er für seine schauspielerischen Leistung als Mario Cavaradossi in Tosca den O.E. Hasse-Preis der Berliner Akademie der Künste verliehen von Peter Zadek, Martin Benrath und Michael Heltau. Er arbeitete mit Theaterregisseuren wie Hans Hollmann, Achim Benning, Adolf Dresen, Michael Simon und Matthias Hartmann, unter anderem in Wien und Frankfurt am Main. Peter Stein engagierte den Schauspieler für seine Inszenierungen Faust (2000) mit Bruno Ganz und Wallenstein (2007) und Der zerbrochne Krug (2008–2016) mit jeweils Klaus Maria Brandauer in der Hauptrolle. 2015 übernahm er in Brecht/Weills Die Dreigroschenoper bei den Salzburger Festspielen die Hauptrolle des Mackie Messer. 2022 spielte er bei den Bad Hersfelder Festspielen im Bühnenstück Der Club der toten Dichter die Rolle des Literaturlehrers John Keating. Diese Rolle teilte er sich aus terminlichen Gründen mit Götz Schubert.

### Film und Fernsehen
1998 gab Rotschopf sein Filmdebüt unter der Regie von Jacques Deray in einer Nebenrolle als Edouard in der französisch-italienisch-deutschen Filmproduktion Clarissa – Tränen der Zärtlichkeit, die auf einer Novelle von Stefan Zweig basiert. Ende der 1990er und Anfang der 2000er folgten kleinere Rollen, wie u. a. in der Krimiserie Kommissar Rex. Seinen Durchbruch als Fernsehschauspieler hatte Rotschopf an der Seite von Tanja Wedhorn und Nicola Ransom in der ersten deutschen Telenovela Bianca – Wege zum Glück als Antagonist in der Rolle des jahrelang verlorenen Privatbankierssohn Pascal Wellinghoff, den er bis zur Einstellung der Produktion im Oktober 2005 in 179 Folgen verkörperte.
Es folgten größere Rollen in Spielfilmen. 2005 spielte er neben Marie Bäumer und Thomas Dannemann in Stefan Krohmers Thriller Ein toter Bruder die Rolle des mittlerweile erfolgreichen Politikers Arved, der zehn Jahre nach dem Universitätsabschluss seine ehemaligen Kommilitonen zu einem folgenschweren Wiedersehen einlädt. Im selben Jahr verkörperte er an der Seite von Maja Maranow und Florian Martens den Anwalt in dem ZDF-Kriminalfilm Ein starkes Team: Ihr letzter Kunde. 2010 spielte er in Percy und Felix Adlons deutsch-österreichischen Spielfilm Mahler auf der Couch den österreichischen Bühnenbildner, Maler und Grafiker Alfred Roller. 2011 war er in dem von Bernd Fischerauer inszenierten historischen Dokumentar-Spielfilm Konterrevolution – Der Kapp-Lüttwitz-Putsch 1920 über den Kapp-Lüttwitz-Putsch neben Hans-Michael Rehberg als deutscher Hauptmann und Offizier Waldemar Pabst, der Rosa Luxemburg und Karl Liebknecht ermordete, zu sehen.
Rotschopf übernahm neben seinen Gastrollen in bekannten deutschen Krimiformaten, wie Die Rosenheim-Cops, Notruf Hafenkante, Tatort, Wilsberg, Die Spezialisten – Im Namen der Opfer oder Harter Brocken, auch zahlreiche feste Serienrollen. 2006 spielte er in 5 Folgen den Dr. Piet Thomsen in Kommissar Stolberg. Im selben Jahr übernahm er bis 2009 in der mehrfach ausgezeichneten ZDF-Serie KDD – Kriminaldauerdienst die Rolle des Karsten Stieglitz, einen Beamten von der Internen Ermittlung. In der achtteiligen Sat.1-Krankenhausserie Dr. Molly & Karl verkörperte er 2008 die Rolle des Dr. Frank Jansen. Von 2010 bis 2016 war er in der ZDF-Samstagskrimireihe Stralsund als Kriminalhauptkommissar und Abteilungsleiter Gregor Meyer der Stralsunder Kripo, der später wegen Vertuschungsveruches vom Dienst suspendiert wird, in einer durchgehenden Hauptrolle zu sehen. Seit der 2011 erstgesendeten 10. Staffel der ZDF-Krimiserie SOKO Leipzig stellt Rotschopf die ständige Rolle des Staatsanwalts Dr. Alexander Binz dar. Daneben wirkt er auch in internationalen Film- und Fernsehproduktionen, so gastierte er u. a. 2011 in der deutsch-französisch-US-amerikanischen Action-Krimiserie Crossing Lines und 2019 in der US-amerikanischen Science-Fiction-Fernsehserie Counterpart.

### Sprechertätigkeiten und Privates
Neben seiner Arbeit am Theater und vor der Kamera betätigt sich Rotschopf umfangreich als Hörspiel- sowie Hörbuchsprecher und belegt mit 242 Produktionen den 231. Platz in der Liste der deutschsprachigen Sprecher mit den meisten Hörspielen (Stand: 17. Oktober 2023). So las er z. B. 2004 Robert L. Stevensons Novelle Der Flaschenteufel oder 2016 Franz Kafkas unvollendeten Roman Das Schloss ein. Unter der Regie von Mareike Maage nahm er 2017 gemeinsam mit Irm Hermann das Hörspiel Helene Fischer – Seismograph der Sehnsucht über die deutsche Schlagersängerin und Moderatorin auf. Daneben fungierte er als Sprecher bei der US-Erstaufführung des Requiem für einen jungen Dichter von Bernd Alois Zimmermann in der Carnegie Hall in New York und später in Paris, London und der Berliner Philharmonie.
Michael Rotschopf, der sein Privatleben weitgehend vor der Öffentlichkeit abschirmt, spricht neben seiner Muttersprache Italienisch sowie fließend Englisch und Dänisch. Er lebt in Berlin.

## Theatrografie
- 1993: Hector Crémieux/Jacques Offenbach: Orpheus in der Unterwelt (als Cupido, Burgtheater; Regie: Adolf Dresen)
- 1994: Jacques Offenbach: Die schöne Helena (als Paris, Burgtheater; Regie: Nick Broadhurst)
- 1995: William Shakespeare: Romeo & Julia (als Romeo, Burgtheater; Regie: Karlheinz Hackl)
- 1996: Hugo von Hofmannsthal: Der Turm (als Olivier, Burgtheater; Regie: Hans Hollmann)
- 1996: Giacomo Puccini: Tosca (als Mario Cavaradossi, Burgtheater; Regie: Michael Simon)
- 1997: Molière: Der Menschenfeind (als Marquis Acaste, Burgtheater; Regie: Matthias Hartmann)
- 1998: Carl Sternheim: Die Hose (als Scarron, Burgtheater; Regie: Hans Hollmann)
- 1999–2003: Arthur Schnitzler: Das weite Land (als Otto, Burgtheater; Regie: Achim Benning)
- 2000: Faust (Schüler/Baccalaureus, Lynkeus, Engel, Hexenmeister) (Jahrhundertproduktion Peter Stein bei der Expo 2000)
- 2003: Gotthold Ephraim Lessing: Emilia Galotti  (als Prinz von Guastalla, Altes Schauspielhaus Stuttgart; Regie: Christian Nickel)
- 2007: Friedrich Schiller: Wallenstein I-III (Berliner Ensemble (BE); Regie: Peter Stein)
- 2008–2017: Heinrich von Kleist: Der zerbrochne Krug (als Schreiber Licht; Produktion BE mit Gastspielen bei den Wiener Festwochen, den Zürcher Festspielen und am Hamburger Theaterfestival 2009 sowie am Europäischen Theatertreffen in St. Petersburg, 2011; Regie: Peter Stein)
- 2012: Richard Strauss: Ariadne auf Naxos (als Hugo von Hofmannsthal, Salzburger Festspiele; Regie: Sven-Eric Bechtolf)
- 2013: William Shakespeare: Ein Sommernachtstraum (als Oberon und Theseus, Salzburger Festspiele Regie: Henry Mason)
- 2013: William Shakespeare: König Lear (als Edmund, Burgtheater; Regie: Peter Stein)
- 2017–2019: Henry Purcell: King Arthur (als King Arthur, Theater an der Wien; Regie: Sven-Eric Bechtolf)
- 2020: Love Letters (Renaissance-Theater (Berlin); Regie: Gerd Wameling)
- 2020: Walter Hasenclever: Der Sohn (Renaissance-Theater (Berlin); Regie: Guntbert Warns)
- 2021: William Shakespeare: König Lear (als Kent/Narr, Renaissance-Theater (Berlin); Regie: Guntbert Warns)
- 2022: Tom Schulman: Der Club der toten Dichter (als John Keating, Festspiele Bad Hersfeld; Regie: Joern Hinkel)
- 2022–2024: Die Dreigroschenoper (als Mackie Messer, St. Pauli Theater; Regie: Peter Jordan)

## Filmografie

### Filme
- 1998: Clarissa – Tränen der Zärtlichkeit (Clarissa)
- 2000: Jago
- 2001: Johann Wolfgang von Goethe: Faust I
- 2005: Ein toter Bruder
- 2007: Blindflug
- 2008: Verrückt nach Emma
- 2008: Lilys Geheimnis
- 2009: Mein Flaschengeist und ich
- 2010: Kein Geist für alle Fälle
- 2010: Mahler auf der Couch
- 2011: Konterrevolution – Der Kapp-Lüttwitz-Putsch 1920
- 2011: Ein mörderisches Geschäft
- 2012: Bankraub für Anfänger
- 2012: Der Heiratsschwindler und seine Frau
- 2012: Liebe, Babys und gestohlenes Glück
- 2012: Ein Jahr nach morgen
- 2012: Ariadne auf Naxos
- 2012: Passion
- 2012: Die Welt danach (Kurzfilm)
- 2014: Allein unter Ärzten
- 2014: In der Falle
- 2016: Dead Man Working
- 2017: Landgericht
- 2017: Der Kommissar und das Kind
- 2017: Stalins James Bond – Richard Sorge, der verratene Meisterspion
- 2018: Getrieben
- 2018: Angelo
- 2018: Die Auferstehung
- 2020: Spurlos in Marseille
- 2022: Gesicht der Erinnerung
- 2024: Die Ermittlung

### Fernsehserien und -reihen
- 2002: Kommissar Rex (Folge Der Fluch der Mumie)
- 2004–2005: Bianca – Wege zum Glück (179 Folgen)
- 2005: Ein starkes Team: Ihr letzter Kunde
- 2006: Die Rosenheim-Cops (Folge Tod im Klavier)
- 2006: Stolberg (6 Folgen)
- 2006–2009: KDD – Kriminaldauerdienst (19 Folgen)
- 2007: Doppelter Einsatz (Folge Nackte Angst)
- 2007: Der Dicke (Folge Getrennte Wege)
- 2008: Dr. Molly & Karl (Fernsehserie, 8 Folgen)
- 2009: Notruf Hafenkante (Folge Das Versprechen)
- 2009: Der Kriminalist (Folge Der Schatten)
- 2009; 2012: Ein Fall für zwei (2 Folgen als Staatsanwalt Dr. Wiegandt)
- 2010: Tatort: Borowski und der vierte Mann
- 2010–2016: Stralsund (9 Folgen)
  - 2010: Außer Kontrolle
  - 2012: Blutige Fährte
  - 2013: Tödliches Versprechen
  - 2013: Freier Fall
  - 2015: Kreuzfeuer
  - 2015: Es ist nie vorbei
  - 2015: Der Anschlag
  - 2016: Schutzlos
  - 2016: Vergeltung
- seit 2011: SOKO Leipzig (ab Staffel 10)
- 2012: Tatort: Alter Ego
- 2012: Alarm für Cobra 11 – Die Autobahnpolizei (Folge Hundstage)
- 2012: Es kommt noch dicker (Folge Blackout)
- 2013: Wilsberg: Die Entführung
- 2014: Tatort: Eine Frage des Gewissens
- 2014: Der Alte (Folge Ein langsamer Tod)
- 2015: Tatort: Wer bin ich?
- 2015: Crossing Lines (Folge Dragon)
- 2016: Der Bergdoktor – Die falsche Frau
- 2016: Ein starkes Team: Knastelse
- 2017: Die Spezialisten – Im Namen der Opfer (Folge Große weite Welt)
- 2017: Harter Brocken: Der Bankraub
- 2018: Der Kroatien-Krimi: Mord auf Vis
- 2019: Counterpart (Folge No Strings Attached)
- 2019: Heldt (Folge Der Mann aus Wien)
- 2020: Tödliche Geheimnisse – Das Versprechen
- 2020: Wilsberg: Vaterfreuden
- 2020: Die Heiland – Wir sind Anwalt (Folge Ausgemustert)
- 2020: Der Barcelona-Krimi: Blutiger Beton
- 2021: SOKO Potsdam (Folge Verlust)
- 2022: Tatort: Das Herz der Schlange
- 2022: Landkrimi – Der Schutzengel (Fernsehreihe)
- 2023: SOKO Donau (Folge Geliebter Mörder)
- 2024: Landkrimi – Schnee von gestern (Fernsehreihe)
- 2024: Notruf Hafenkante (Folge Ehrenwertes Haus)

## Hörbücher
- 2003: Der Verbrecher aus verlorener Ehre von Friedrich Schiller
- 2004: Der Flaschenteufel von Robert L. Stevenson
- 2004: Der Leichenräuber von Robert L. Stevenson; wieder 2008 zus. mit Der Flaschenteufel
- 2004: Venus und Adonis von William Shakespeare, Argon Verlag
- 2005: Ich möchte lachen vor Todesschmerz. Robert Schumanns letzter Weg, Text Thomas Günther
- 2006: Das Fräulein von Scuderi von Ernst Theodor Amadeus Hoffmann
- 2006: Als hätte die Stille Türen. Alban Berg und Hanna Fuchs, David und Simone: 2 Liebesgeschichten, von Urs Faes, Alban Berg, Alexander von Zemlinsky und Arnold Schönberg
- 2006: Sonette von William Shakespeare
- 2006: Die Muscheln des Monsieur Chabre, von Émile Zola
- 2006: Das Freudenhaus, von Guy de Maupassant; wieder 2007 zus. mit Pariser Abenteuer
- 2007: Mahatma Gandhi. Ein Leben, Text Heiko Petermann
- 2007: Schaurige Geschichten, 5 Audio-CDs von Robert L. Stevenson, Guy de Maupassant und Gustav Meyrink; Sprecher Wilfried Hochholdinger, M. R. und Matthias Ponnier
- 2011: Der Spieler von Dostojewski, Übers. Swetlana Geier, Produktion SWR
- 2011: Rabenliebe von Peter Wawerzinek
- 2013: Ginster, von Siegfried Kracauer, Osterwold Audio, 2013, 4 CD, 261 Minuten
- 2013: Quasikristalle, von Eva Menasse

## Hörspiele und Features
- 2003: Der Unsichtbare von Mats Wahl Produktion: Deutschlandradio Kultur
- 2004: Der Mann ohne Eigenschaften. Remix. Von Robert Musil, Produktion: BR/HV (Hörspiel des Monats 12/2004 der Deutschen Akademie der Darstellenden Künste:)
- 2004: Rot und Schwarz von Stendhal, Produktion: DLR/ORF
- 2005: Die Malteser Bescherung von Joy Markert, Produktion: Deutschlandradio Kultur
- 2006: Kneift Karadings vorm Krieg? von Georges Perec Produktion: Deutschlandradio Kultur
- 2006: Nebelflecken von Adolf Schröder Produktion: Deutschlandradio Kultur
- 2006: Homo Lemnus von S. Santorius – Regie: Judith Lorentz Produktion: SWR
- 2006: Jetzt! Woyzeck von Georg Büchner Produktion: SWR
- 2006: When the music’s over von Myra Çakan, Produktion: SWR
- 2006: Mit Blindheit geschlagen von Christian von Ditfurth, Produktion: Deutschlandradio Kultur
- 2006: Aus dem Seelenleben höherer Tiere oder Der Grimmroll von Ingomar von Kieseritzky, Produktion: Deutschlandradio Kultur
- 2006: Das mörderische Leben von Félix Edouard Valloton, Produktion: Deutschlandradio Kultur
- 2006: Mostly Mozart von Eckhard Roelcke, Produktion: EIG
- 2007: Haus aus Stimmen von Silke Scheuermann, gewann Kritikerpreis 2009 in der Kategorie „Hörfunk“
- 2007: Tod einer roten Heldin von Qiu Xiaolong, Produktion: Deutschlandradio Kultur
- 2007: Dorffmaiers Double von Joy Markert (im schwäbischen Dialekt), Produktion: WDR
- 2007: Literatur letal von Carla Spies und Thomas Doktor Produktion: Deutschlandradio Kultur
- 2007: Wellness oder Der Zwang zum Wohlfühlen von Beate Ziegs Produktion: Deutschlandradio Kultur
- 2007: Kobayashi von Tobias Dusche, Produktion EIG
- 2007: Künstler[5] von Tankred Dorst, Mitarbeit Ursula Ehler Produktion: Deutschlandradio Kultur / Radio Bremen
- 2007: Toter Mann nach dem Roman „Il giro di boa“ von Andrea Camilleri Produktion: Deutschlandradio Kultur
- 2007: Freier – Mit Männern unterwegs in der sexuellen Grauzone von Ulli Schauen Produktion: Deutschlandradio Kultur
- 2007: Heißer Winter von Oliver Bukowski Produktion: Deutschlandradio Kultur
- 2007: Das Todsündenprojekt von Regine Ahrem, Christina Schlemmer, Johannes Schrettle, Roman Senkl, Gerhild Steinbuch und Marianne Strauhs Produktion: Rundfunk Berlin-Brandenburg / Unité Graz
- 2007: Wenn die Gondeln Trauer tragen von Daphne du Maurier Produktion: Deutschlandradio Kultur
- 2008: Unter Glas von Benjamin Lauterbach und Juli Zeh, Produktion: SWR
- 2008: Meine total wahren und überhaupt nicht peinlichen Memoiren mit genau elfeinhalb, von Friedrich Ani, Produktion SWR
- 2008: Marbella Hardcore von Philippe Bruehl, Produktion: SWR/WDR
- 2008: Die Vermessung der Welt von Daniel Kehlmann, Produktion: NDR
- 2008: Vier Juden auf dem Parnass von Carl Djerassi, Produktion: ORF
- 2008: Ein Held unserer Zeit von Michail Lermontov, Produktion: HR/SWR/Deutschlandfunk
- 2008: Rosas Liebe von Pea Fröhlich Produktion: Deutschlandradio Kultur
- 2008: Keine Panik von Thomas Fuchs Produktion: Deutschlandradio Kultur
- 2009: Die Nacht aus Blei, Produzenten: Alexander Schuhmacher, Michael Rotschopf
- 2009: Die Legende vom heiligen Trinker von Joseph Roth, Produktion DLR/RF/SR
- 2009: Die Nacht dazwischen von Jan Neumann, Produktion: NDR
- 2009: Vertigo – Aus dem Reich der Toten von Pierre Boileau und Raymond Narcejac. Produktion: RBB
- 2009: Nachricht an alle von Michael Kumpfmüller, Produktion Deutschlandradio Kultur
- 2009: Kohlendioxid von Ralph Gabriel, Produktion: RBB
- 2010: Schlussblende von Val McDermid
- 2010: Die Außerirdischen, Produktion DRKultur, Hörspiel des Monats 08/2010
- 2010: AusFart, von Grace Yoon und Hartmut Geerken, Produktion DRKultur
- 2010: Der amerikanische Dichter Kenneth Rexroth, von Martina Groß,  Produktion DRKultur
- 2010: Huckleberry Finn, Produktion DRKultur
- 2010: Hans Henny Jahnn: Nacht aus Blei – Bearbeitung und Regie: Alexander Schuhmacher (Hörspiel – DKultur)
- 2010: Martina Groß: Erfahrung und was daraus folgt (Der amerikanische Dichter Kenneth Rexroth) – Regie: Heike Tauch (Feature – DKultur)
- 2011: Die Chamissofalle, von Joy Markert, Regie: Alexander Schuhmacher, DRKultur
- 2011: Das böse Spielzeug. Nach dem Roman von Roberto Arlt, Bearbeitung und Regie: Barbara Liebster, DRKultur
- 2011: Natur und Menschenleben von Tokutomi Roka, Regie: Ulrich Lampen, hr 2011
- 2011: Boxen. Von Helmut Peschina. Nach dem Roman ›Das Jahr des Erwachens‹ von Charles Juliet. Regie: Stefanie Hoster, DRKultur
- 2011: Sweet Home Europa. Von Davide Carnevali. NDRKultur Hörspiel[6]
- 2013: Bello e impossibile oder Die Dohmsche Verführung. Von Joy Markert. DKultur[7]
- 2013: Die Kapuzinergruft, von Joseph Roth
- 2013: Oliver Bukowski: Primtime – Regie: Alexander Schuhmacher (Hörspiel – DKultur)
- 2013: Peter Moritz Pickhaus: Verdächtiger # 1.7 (Chinas Künstler und Dissident Ai Weiwei) – Regie: Nikolai von Koslowski (Feature – WDR/NDR/DKultur)
- 2014: Jochanan Shelliem: Sanfte Siedler – Israels kreativer Wahnsinn in der Westbank (Feature – WDR/SWR)
- 2014: Oliver Bukowski: Snaps – Regie: Alexander Schuhmacher (Hörspiel – DKultur)
- 2014: Joris-Karl Huysmans: Monsieur Bougran in Pension – Bearbeitung und Regie: Elisabeth Panknin (Hörspiel – DLF)
- 2014: Michail Bulgakow: Meister und Margarita – Regie: Klaus Buhlert. Hörspiel in 12 Teilen. BR Hörspiel und Medienkunst.
- 2015: Tom Hillenbrand: Rotes Gold – Regie: Martin Engler (Kriminalhörspiel – DKultur)
- 2015: Oliver Sturm: King of Kings – Regie: Oliver Sturm (Hörspiel – HR)
- 2016: Franz Kafka: Das Schloss – Hörspiel in 12 Teilen. Rolle: Erzähler. Regie: Klaus Buhlert, Produktion: BR Hörspiel und Medienkunst.
- 2017: Helene Fischer – Seismograph der Sehnsucht – Regie: Mareike Maage, Produktion: RBB, SWR
- 2018: Claudia Weber: Erlösung. Ein Making-of – Regie: Claudia Weber (Original-Hörspiel – SWR)
- 2018: Hilary Mantel: Brüder – Hörspielserie in 26 Teilen. Rolle: Erzähler. Regie: Walter Adler, Produktion: WDR[8]
- 2021: Saal 101, 12-stündiges Dokumentarhörspiel zum NSU-Prozess – Regie: Ulrich Lampen. Bayerischer Rundfunk für die ARD und DLF 2015/2021.[9]

## Auszeichnungen
- 1996: O.E. Hasse-Preis der Akademie der Künste Berlin für seine Rolle als Mario Cavaradossi in Tosca am Burgtheater Wien
- 2022: Zuschauerpreis der Bad Hersfelder Festspiele für seine Rolle als John Keating in Der Club der toten Dichter